# Mampato: El cruce de los Andes
El Cruce de los Andes es el libro número 13 de la colección de historietas de Mampato, de manos del dibujante chileno Themo Lobos.

## Argumento
Este libro es la continuación del anterior: La reconquista. 
En esta ocasión, luego de haber entregado el mensaje a Manuel Rodríguez, Mampato y Ogú parten a Mendoza para colaborar con el Ejército de los Andes, comandado por José de San Martín y Bernardo O'Higgins, mientras que son seguidos de cerca por un regimiento de soldados españoles. Durante el agotador cruce de la Cordillera de los Andes, Mampato pierde su cinto espacio-temporal, lo que lo deja a él y a Ogú sin posibilidades de regresar a sus épocas. 
Finalmente, ambos amigos logran enrolarse en el ejército, Mampato conoce en persona a O'Higgins y San Martín, llegan a Chile, y resultan triunfantes en la Batalla de Chacabuco; lo cual, vendrá acompañado de una grata sorpresa.